# Jaderná elektrárna Windscale
Jaderná elektrárna Windscale  byla jaderná elektrárna v Cumbrii v severozápadní Anglii ve Spojeném království. Je součástí komplexu jaderných zařízení Sellafield.

## Historie a technické informace
Jaderná elektrárna Windscale měla jeden plynem chlazený reaktor typu AGR. Právě tento reaktor (Windscale Advanced Gas Cooled Reactor - WAGR) byl prototypem druhé generace britských, plynem chlazených reaktorů. Elektrárna se vyznačuje pro ni typickým sférickým kontejnmentem, pro který je známá jako „Golfball“, tj. golfový míček.
I přes shodu jmen se radiační událost 5. stupně INES z ledna 1957 netýkala této elektrárny, už jen pro to, že se stala cca 5 let před jejím spuštěním.
Elektrárna byla vyřazena z provozu v roce 1981 a je součástí pilotního projektu pro demonstraci technologií bezpečného vyřazování jaderných reaktorů z provozu.
Provozovatel: United Kingdom Atomic Energy Authority (UKAEA) → Nuclear Decommissioning Authority (NDA)
Dodavatel: Atomic Power Construction Ltd. (APC)

## Informace o reaktorech
| Reaktor       | Typ reaktoru | Výkon [MW] | Výkon [MW]  | Výkon [MW] | Zahájení stavby   | Uvedení do provozu | Připojení k síti | Provoz         | Uzavření      |
| Reaktor       | Typ reaktoru | Tepelný    | Instalovaný | Čistý      | Zahájení stavby   | Uvedení do provozu | Připojení k síti | Provoz         | Uzavření      |
| ------------- | ------------ | ---------- | ----------- | ---------- | ----------------- | ------------------ | ---------------- | -------------- | ------------- |
| Windscale AGR | GCR/AGR      | 120        | 36          | 24         | 1. listopadu 1958 | 9. srpna 1962      | 1. února 1963    | 1. března 1963 | 3. dubna 1981 |